# Dasyproctidae
Los dasipróctidos (Dasyproctidae) son una familia de roedores histricomorfos propios de Suramérica que comprende dos géneros vivos, Dasyprocta y Myoprocta; este último se distingue por su menor tamaño.

## Clasificación
- Género Dasyprocta
  - Dasyprocta azarae
  - Dasyprocta coibae
  - Dasyprocta cristata
  - Dasyprocta fuliginosa
  - Dasyprocta guamara
  - Dasyprocta kalinowskii
  - Dasyprocta leporina
  - Dasyprocta mexicana
  - Dasyprocta prymnolopha
  - Dasyprocta punctata
  - Dasyprocta ruatanica
  - Dasyprocta variegata
- Género Myoprocta
  - Myoprocta acouchy
  - Myoprocta pratti

Además, hay varios géneros extintos:
- Género †Alloiomys
- Género †Australoprocta
- Género †Branisamys
- Género †Incamys
- Género †Megastus
- Género †Mesoprocta[2]
- Género †Neoreomys
- Género †Palmiramys

El género Cuniculus (= Agouti) fue clasificado antiguamente en esta familia, pero en la actualidad se clasifica en una familia propia, Cuniculidae.